# James Calado
James John Calado (Cropthorne, 13 de junho de 1989) é um automobilista britânico. Calado tem origem portuguesa.

## Carreira

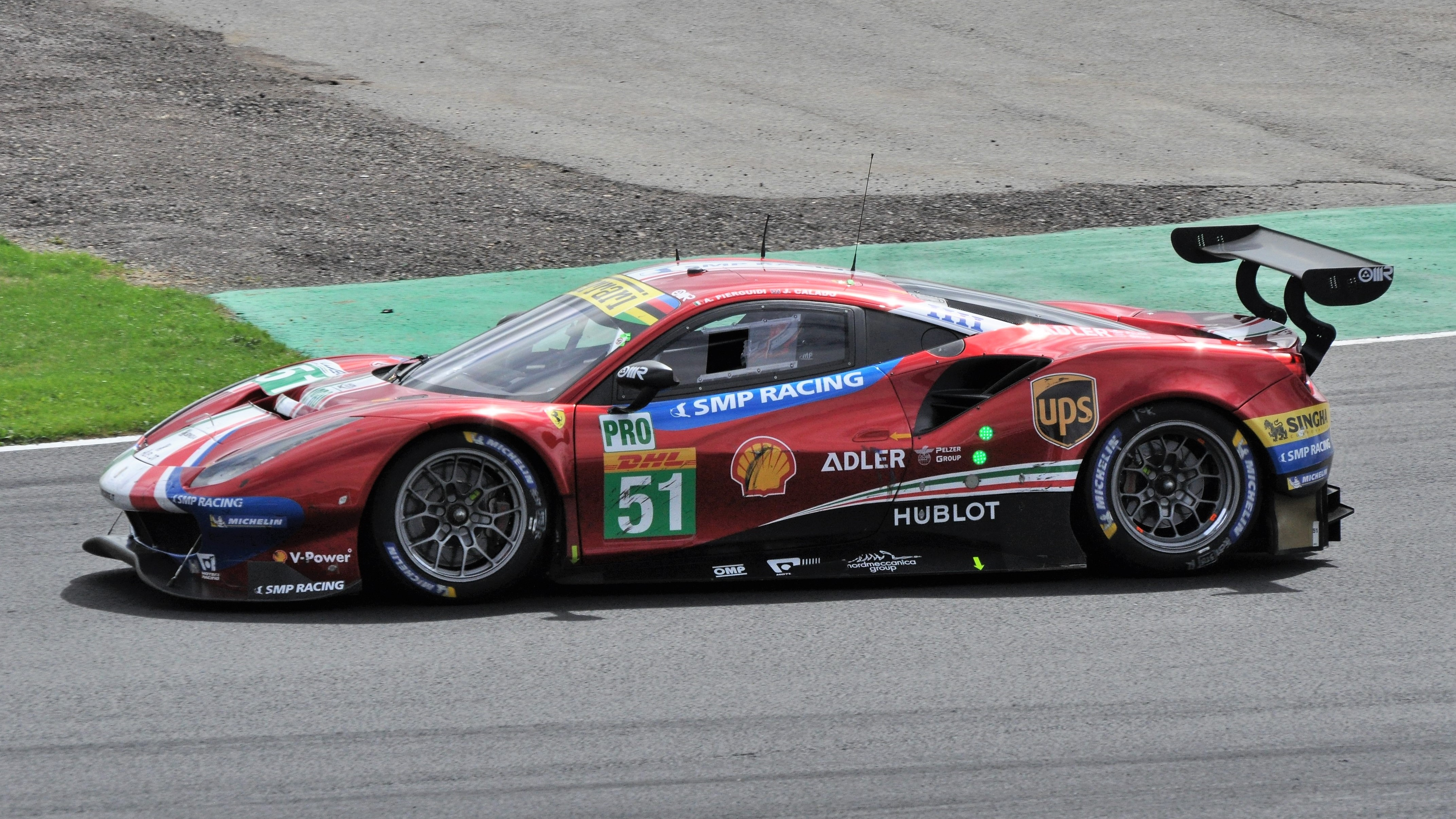
Calado no Campeonato Mundial de Resistência de 2018.

Em sua carreira, iniciada no kart, Calado passou por Fórmula Renault Eurocup 2.0, Fórmula Renault 2.0 UK, Fórmula Renault 2.0 Portugal Winter Series, Fórmula Renault 2.0 UK Winter Series (campeão nestas duas últimas) e Fórmula Renault 2.0 NEC.
Após bem-sucedida passagem pela GP3 Series, ele assinou contrato com a Lotus GP para disputar a temporada de 2012 da GP2, vencendo pela primeira vez na Sprint Race (corrida curta realizada no domingo) da Malásia, obtendo outros seis pódios, e encerrando o campeonato em quinto lugar, com 160 pontos.
Mesmo com a pouca experiência de Calado na GP2, a revista Autosport escolheu o inglês como melhor piloto da temporada.
Em outubro de 2019, foi anunciado que Calado foi contratado pela Panasonic Jaguar Racing para a disputa da temporada de 2019–20 da Fórmula E. Porém, após disputar nove corridas, ele foi substituído por Tom Blomqvist.
Em 11 de junho de 2023, ao lado de Alessandro Pier Guidi e Antonio Giovinazzi, Calado acrescentou na sua estatística a sua primeira vitória geral nas 24 Horas de Le Mans , com uma Ferrari 499P. Calado já possui vitórias na clássica prova de endurance pela categoria LMGTE Pro.